# Municipio de Liberty (condado de Fillmore)
El municipio de Liberty (en inglés: Liberty Township) es un municipio ubicado en el condado de Fillmore en el estado estadounidense de Nebraska. En el año 2010 tenía una población de 113 habitantes y una densidad poblacional de 1,21 personas por km².

## Geografía
El municipio de Liberty se encuentra ubicado en las coordenadas 40°34′5″N 97°25′33″O / 40.56806, -97.42583. Según la Oficina del Censo de los Estados Unidos, el municipio tiene una superficie total de 93.62 km², de la cual 93,61 km² corresponden a tierra firme y (0 %) 0 km² es agua.

## Demografía
Según el censo de 2010, había 113 personas residiendo en el municipio de Liberty. La densidad de población era de 1,21 hab./km². De los 113 habitantes, el municipio de Liberty estaba compuesto por el 100 % blancos. Del total de la población el 0 % eran hispanos o latinos de cualquier raza.